# Sondermunitionslager Liebenau
Das Sondermunitionslager Liebenau ist ein ehemaliges Munitionslager der Bundeswehr, das sich etwa einen Kilometer westlich der Ortschaft Liebenau im Landkreis Nienburg/Weser befand. Während des Kalten Krieges wurden auf dem Gelände, auf dem im Zweiten Weltkrieg Spreng- und Kampfstoffe produziert worden waren, Atomsprengköpfe gelagert.

## Nutzung durch die Bundeswehr
Das Sondermunitionslager wurde von der Bundeswehr im Jahre 1963 auf dem ehemaligen Standort der Anlage Karl der Eibia GmbH errichtet, wo von 1939 bis 1945 insbesondere durch Zwangsarbeit im Arbeitserziehungslager Liebenau Sprengstoffe für die Wehrmacht produziert wurden. Während des Kalten Krieges wurden im Rahmen der Nuklearen Teilhabe Atomsprengköpfe für die MGR-1-Honest-John-Artillerieraketen des Raketenartilleriebataillon 12 in der Clausewitz-Kaserne in Nienburg-Langendamm, Atomminen für die Spezialsperrkompanie 100 in Minden und atomare Rohrartillerie-Granaten für die 1. Panzerdivision auf dem Gelände gelagert. Die entsprechenden Verbände übten das Verschießen der hier eingelagerten Granaten vier- bis fünfmal im Jahr.
Der innere Teil des Lagers wurde von der 32nd United States Army Field Artillery Detachment (USAFAD) bewacht. Das deutsche Wachpersonal stellte bis 1980 die 5. Batterie des Raketenartilleriebataillons 12, 1980 umbenannt in 4. Batterie, und schließlich ab 1985 die dem 1. Artillerieregiment direkt unterstellte Begleitbatterie 1. Rund um die Uhr bewachten immer mindestens drei amerikanische und 22 deutsche Soldaten das Lager.

## Weitere Nutzung
Im Jahre 1992 wurde das Lager aufgeben. Die Gebäude wurden geschleift, übrig blieben die beiden Bunker. 2014 einigten sich das niedersächsische Umweltministerium und die IVG als Verwaltungsgesellschaft des Geländes darauf, dass in den nächsten Jahren 20 Millionen EUR für die Feststellung der Bodenbelastungen in Liebenau und Dörverden investiert werden sollen. 2019 wurde bekannt, dass private Investoren für mehrere Millionen Euro das Gelände gekauft haben. In den betroffenen Gemeinden regt sich Widerstand gegen den Verkauf, da die Bewohner sichergestellt sehen wollen, dass die Beseitigung der Kampfstoffe auch nach dem Verkauf durchgeführt und überwacht wird. Es wird vermutet, dass sich immer noch Kampfstoffe auf dem Gelände befinden, unter anderem auch Arsenkampfstoffe.